# Влэдою, Ион
Ион Влэдою (рум. Ion Vlădoiu; 5 ноября 1968) — румынский футболист, выступавший на позиции нападающего за сборную Румынии.

## Клубная карьера
Ион Влэдою начинал свою карьеру футболиста в румынском клубе «Арджеш». В 1990 году он перешёл в «Стяуа», с которым в 1993 году выиграл национальный чемпионат. Влэдою сделал дубль в ответном гостевом матче первого раунда Лиги чемпионов УЕФА 1993/1994 против загребского «Динамо», выведший румынов дальше в турнире. С 1993 по 1995 год нападающий выступал за бухарестское «Динамо», после чего вернулся в «Стяуа», выиграв с ним в 1996 году чемпионат Румынии и став с 26 голами его лучшим бомбардиром.
Летом 1996 года Ион Влэдою перешёл в немецкий «Кёльн». 18 августа того же года он дебютировал в Бундеслиге, выйдя в основном составе в гостевом поединке против дюссельдорфской «Фортуны». Спустя три дня румын забил свой первый гол в лиге, ставший единственным и победным в домашней игре с командой «Мюнхен 1860». 26 октября 1996 года Влэдою сделал дубль в домашнем матче с «Шальке 04».
Сезон 1998/1999 и часть следующего нападающий отыграл за бухарестское «Динамо», а оставшуюся часть сезона 1999/2000 — за клуб немецкой Второй Бундеслиги «Киккерс Оффенбах», после чего вновь вернулся в Румынию, где и выступал до завершения своей игровой карьеры.

## Карьера в сборной
14 ноября 1992 года Ион Влэдою дебютировал за сборную Румынии в домашнем матче отборочного турнира чемпионата мира 1994 против Чехословакии, выйдя на замену в середине второго тайма. 
Форвард был включён в состав сборной Румынии на чемпионат мира по футболу 1994 года в США, где появился на поле лишь в одном матче, выйдя на замену на 70-й минуте игры с Швейцарией и будучи удалённым четыре минуты спустя. 
Влэдою также вошёл в румынскую заявку на чемпионат Европы по футболу 1996 года в Англии, где также сыграл в одном матче, выйдя на замену в конце матча против Испании. 18 сентября 1996 года Влэдою забил свой первый гол за национальную команду, сравняв счёт в домашнем товарищеском матче с ОАЭ.

## Достижения

### Клубные
«Стяуа» 
- Чемпион Румынии (3): 1992/93, 1995/96, 2000/01
- Обладатель Кубка Румынии (2): 1991/92, 1995/96
- Обладатель Суперкубка Румынии (2): 1994, 1995

### Индивидуальные
- Лучший бомбардир чемпионата Румынии 1995/96
- Орден «За спортивные заслуги» III степени I типа (2008)[10]